# Eesti Laul 2020
La dodicesima edizione dell'Eesti Laul si è svolta dal 13 al 29 febbraio 2020 e ha selezionato il rappresentante dell'Estonia all'Eurovision Song Contest 2020 a Rotterdam.
Il vincitore è stato Uku Suviste con What Love Is.

## Organizzazione
L'Eesti Laul è il festival musicale che funge da metodo di selezione nazionale per l'Estonia all'Eurovision Song Contest. La dodicesima edizione, come le precedenti, è stata organizzata dall'emittente estone Eesti Rahvusringhääling (ERR).
Il festival sarà articolato in due semifinali da 12 partecipanti, che si terranno rispettivamente alla Tartu Ülikooli Spordihoone di Tartu il 13 e il 15 febbraio 2020, e in una finale, che sarà ospitata il successivo 29 febbraio alla Saku Suurhall di Tallinn.
Il voto combinato dei giurati e del pubblico ha deciso i primi 8 classificati nella semifinale; un secondo round di votazione, basato unicamente sul televoto, ha selezionato i 6 finalisti. Per quanto riguarda il sistema di voto nella finale, si è mantenuto quello dell'edizione precedente: giuria e televoto hanno deciso i primi 3 classificati in una prima fase, ed è stato il solo voto del pubblico a decretare il vincitore nel secondo round.

## Partecipanti
ERR ha selezionato i 24 partecipanti fra le 178 proposte ricevute. I primi 12 sono stati annunciati il 13 novembre 2019, mentre la seconda metà è stata rivelata il giorno successivo. Tutti i brani sono stati pubblicati per intero sul sito ufficiale dell'emittente il 30 novembre.
| Artista                     | Titolo                 | Lingua  | Compositori                                                             |
| --------------------------- | ---------------------- | ------- | ----------------------------------------------------------------------- |
| Anett & Fredi               | Write About Me         | Inglese | Frederik Küüts, Anett Kulbin                                            |
| Egert Milder                | Georgia (On My Mind)   | Inglese | Kaspar Kalluste, Matteo Capreoli, Egert Milder                          |
| German & Violina            | Heart Winder           | Inglese | Timo Vendt, Ebbe Ravn, Carine-Jessica Kostla, Liis-Marii Vendt          |
| Inga                        | Right Time             | Inglese | Peter Põder, Allan Kasuk, Raul Krebs, Inga Tislar                       |
| Inger                       | Only Dream             | Inglese | Inger Fridolin, Karl-Ander Reismann                                     |
| Jaagup Tuisk                | Beautiful Lie          | Inglese | Jaagup Tuisk                                                            |
| Janet                       | Hingelind              | Estone  | Marek Rosenberg, Lauri Lembinen, Kadri Lepik, Janet Vavilov             |
| Jennifer Cohen              | Ping Pong              | Inglese | Jennifer Cohen, Luisa Lõhmus                                            |
| Kruuv                       | Leelo                  | Estone  | Allan Kasuk                                                             |
| Laura                       | Break Me               | Inglese | Janne Hyöty, Jessica Hyöty, Laura Põldvere                              |
| Little Mess                 | Without a Reason       | Inglese | Ebbe Ravn, Timo Vendt, Mihkel Mattisen, Tanja Mihhailova-Saar           |
| Mariliis Jõgeva             | Unistustes             | Estone  | Mariliis Jõgeva, Oliver Mazurtšak                                       |
| Merilin Mälk                | Miljon sammu           | Estone  | Jonas Olsson, Teemu Jokinen, Jana Hallas, Merilin Mälk                  |
| Rasmus Rändvee              | Young                  | Estone  | Karl-Ander Reismann, Rasmus Rändvee                                     |
| Renate                      | Videomäng              | Estone  | Renate Saluste                                                          |
| Revals                      | Kirjutan romaani       | Estone  | Jaanus Saago                                                            |
| Shira                       | Out in Space           | Inglese | Marika Rodionova, Karl-Ander Reismann                                   |
| Stefan                      | By My Side             | Inglese | Karl-Ander Reismann, Stefan Airapetjan                                  |
| Synne Valtri feat. Väliharf | Majakad                | Estone  | Synne Valtri, Jaanus Viskar, Toomas Laur, Gert Gregor Källo, Aapo Ilves |
| Traffic                     | Üks kord veel          | Estone  | Victor Crone, Fred Krieger, Vallo Kikas, Stig Rästa                     |
| Uku Suviste                 | What Love Is           | Inglese | Uku Suviste, Sharon Vaughn                                              |
| Uudo Sepp                   | I'm Sorry. I Messed Up | Inglese | Andrei Zevakin                                                          |
| Viinerid                    | Kapa Kohi-LA           | Estone  | Peter Põder, Hardo Hansar, Martti Kask                                  |
| Ziggy Wild                  | Lean on Me             | Inglese | Laura Prits, Valdur Viiklepp, Sander Nõmmistu, Henri-Hannes Sell        |

## Semifinali

### Prima semifinale
Qualificato dal primo round di voto della giuria e televoto
     Qualificato dal secondo round di solo televoto
| #  | Artista                     | Titolo               | Primo round | Primo round | Primo round | Primo round | Primo round | Primo round | Secondo round | Secondo round |
| #  | Artista                     | Titolo               | Giuria      | Giuria      | Televoto    | Televoto    | Totale      | Posizione   | Televoto      | Posizione     |
| -- | --------------------------- | -------------------- | ----------- | ----------- | ----------- | ----------- | ----------- | ----------- | ------------- | ------------- |
| 1  | Rasmus Rändvee              | Young                | 68          | 7           | 1 187       | 6           | 13          | 4           | –             | –             |
| 2  | Kruuv                       | Leelo                | 27          | 3           | 495         | 0           | 3           | 11          | 398           | 8             |
| 3  | Stefan                      | By My Side           | 72          | 8           | 1 036       | 5           | 13          | 5           | 2 034         | 1             |
| 4  | Inga                        | Right Time           | 59          | 6           | 661         | 1           | 7           | 9           | 538           | 4             |
| 5  | Anett & Fredi               | Write About Me       | 81          | 12          | 1 238       | 7           | 19          | 1           | –             | –             |
| 6  | Revals                      | Kirjutan romaani     | 46          | 5           | 734         | 2           | 7           | 8           | 446           | 5             |
| 7  | Renate                      | Videomäng            | 0           | 0           | 964         | 4           | 4           | 10          | 599           | 3             |
| 8  | Laura                       | Break Me             | 44          | 4           | 915         | 3           | 7           | 7           | 610           | 2             |
| 9  | Little Mess                 | Without a Reason     | 12          | 0           | 1 412       | 10          | 10          | 6           | 404           | 7             |
| 10 | Egert Milder                | Georgia (On My Mind) | 73          | 10          | 1 317       | 8           | 18          | 2           | –             | –             |
| 11 | Jennifer Cohen              | Ping Pong            | 15          | 1           | 601         | 0           | 1           | 12          | 423           | 6             |
| 12 | Synne Valtri feat. Väliharf | Majakad              | 27          | 2           | 1 861       | 12          | 14          | 3           | –             | –             |

### Seconda semifinale
Qualificato dal primo round di voto della giuria e televoto
     Qualificato dal secondo round di solo televoto
| #  | Artista          | Titolo                 | Primo round | Primo round | Primo round | Primo round | Primo round | Primo round | Secondo round | Secondo round |
| #  | Artista          | Titolo                 | Giuria      | Giuria      | Televoto    | Televoto    | Totale      | Posizione   | Televoto      | Posizione     |
| -- | ---------------- | ---------------------- | ----------- | ----------- | ----------- | ----------- | ----------- | ----------- | ------------- | ------------- |
| 1  | Viinerid         | Kapa Kohi-LA           | 8           | 0           | 1 307       | 4           | 4           | 10          | 1 710         | 3             |
| 2  | Janet            | Hingelind              | 4           | 0           | 456         | 0           | 0           | 12          | 188           | 8             |
| 3  | Uku Suviste      | What Love Is           | 52          | 6           | 5 570       | 12          | 18          | 2           | –             | –             |
| 4  | Inger            | Only Dream             | 57          | 8           | 1 967       | 7           | 15          | 4           | –             | –             |
| 5  | Merilin Mälk     | Miljon sammu           | 20          | 2           | 1 021       | 3           | 5           | 9           | 1 244         | 4             |
| 6  | German & Violina | Heart Winder           | 15          | 1           | 623         | 0           | 1           | 11          | 1 214         | 5             |
| 7  | Jaagup Tuisk     | Beautiful Lie          | 108         | 12          | 2 033       | 8           | 20          | 1           | –             | –             |
| 8  | Ziggy Wild       | Lean on Me             | 52          | 5           | 933         | 2           | 7           | 8           | 898           | 6             |
| 9  | Uudo Sepp        | I'm Sorry. I Messed Up | 57          | 7           | 826         | 1           | 8           | 7           | 1 760         | 2             |
| 10 | Traffic          | Üks kord veel          | 69          | 10          | 1 522       | 6           | 16          | 3           | –             | –             |
| 11 | Shira            | Out in Space           | 47          | 4           | 1 400       | 5           | 9           | 6           | 1 947         | 1             |
| 12 | Mariliis Jõgeva  | Unistustes             | 33          | 3           | 2 353       | 10          | 13          | 5           | 516           | 7             |

## Finale
| #  | Artista                     | Titolo                 | Punteggio | Punteggio | Punteggio | Punteggio | Punteggio | Posizione |
| #  | Artista                     | Titolo                 | Giuria    | Giuria    | Televoto  | Televoto  | Totale    | Posizione |
| -- | --------------------------- | ---------------------- | --------- | --------- | --------- | --------- | --------- | --------- |
| 1  | Inger                       | Only Dream             | 32        | 2         | 2 762     | 5         | 7         | 8         |
| 2  | Rasmus Rändvee              | Young                  | 23        | 1         | 999       | 0         | 1         | 12        |
| 3  | Stefan                      | By My Side             | 46        | 6         | 1 948     | 2         | 8         | 7         |
| 4  | Synne Valtri feat. Väliharf | Majakad                | 19        | 0         | 2 758     | 4         | 4         | 9         |
| 5  | Uudo Sepp                   | I'm Sorry. I Messed Up | 38        | 3         | 991       | 0         | 3         | 10        |
| 6  | Uku Suviste                 | What Love Is           | 56        | 7         | 16 880    | 12        | 19        | 2         |
| 7  | Shira                       | Out in Space           | 58        | 8         | 2 236     | 3         | 11        | 6         |
| 8  | Anett & Fredi               | Write About Me         | 87        | 12        | 3 469     | 7         | 19        | 3         |
| 9  | Jaagup Tuisk                | Beautiful Lie          | 65        | 10        | 5 259     | 10        | 20        | 1         |
| 10 | Traffic                     | Üks kord veel          | 46        | 5         | 3 271     | 6         | 11        | 5         |
| 11 | Egert Milder                | Georgia (On My Mind)   | 38        | 4         | 5 005     | 8         | 12        | 4         |
| 12 | Laura                       | Break Me               | 12        | 0         | 1 504     | 1         | 1         | 11        |

### Superfinale
| # | Artista       | Titolo         | Televoto | Televoto | Posizione |
| - | ------------- | -------------- | -------- | -------- | --------- |
| 1 | Uku Suviste   | What Love Is   | 33 582   | 68,23%   | 1         |
| 2 | Anett & Fredi | Write About Me | 7 690    | 15,63%   | 3         |
| 3 | Jaagup Tuisk  | Beautiful Lie  | 7 944    | 16,14%   | 2         |